# Norma John
Norma John — фінський дует вокалістки Леени Тірронен та піаніста Лассе Пійрайнена, переможців національного відбіркового туру, обраних представляти Фінляндію на конкурсі «Євробачення — 2017» в Києві. Виступили у першому півфіналі Євробачення, 9 травня, але до фіналу не пройшли.

## Історія
Колектив був створений у 2008 році, виконував музику в жанрі поп, фолк і соул.

## Дискографія

### Сингли
| Назва       | Рік  | Позиція в чартах | Позиція в чартах | Позиція в чартах | Альбом           |
| Назва       | Рік  | FIN              | FIN DL           | FIN Air          | Альбом           |
| ----------- | ---- | ---------------- | ---------------- | ---------------- | ---------------- |
| «Blackbird» | 2016 | —                | 10               | 92               | Non-album single |